# Filthy Lucre Live
A Filthy Lucre Live egy 1996-os koncertalbum az akkoriban újraegyesült Sex Pistols-tól. A felvételek az együttes Filthy Lucre Tour Finsbury Park-i állomásán.
Az album a Brit albumlista 26. helyéig jutott, a Pretty Vacant kislemezként pedig a 18. helyig. A No Fun csak a Japán kiadásra került fel.

## Az album dalai
1. Bodies
2. Seventeen
3. New York
4. No Feelings
5. Did You No Wrong
6. God Save the Queen
7. Liar
8. Satellite
9. (I'm Not Your) Steppin' Stone
10. Holidays in the Sun
11. Submission
12. Pretty Vacant
13. EMI
14. Anarchy in the U.K.
15. Problems

Bónuszdalok a japán kiadásról
16. Buddies
17. No Fun
18. Problems